# کیرای‌ادیهازا
کیرای‌اِدیهازا (به مجاری:  Királyegyháza) یک منطقهٔ مسکونی در مجارستان است که در ناحیه سنت‌لورینتس واقع شده‌است.